# Alphabet sudarabique
L'alphabet sudarabique (ou alphabet arabe méridional) est un ancien alphabet. Existant entre le Xe siècle av. J.-C. et le VIIIe siècle de notre ère, il était utilisé pour écrire les langues sudarabiques anciennes, notamment au Yémen, en Ethiopie et Érythrée. Il s'agit d'un abjad, car il ne note que les sons consonantiques. L'alphasyllabaire guèze en est dérivé.

## Caractéristiques

### Propriétés
L'alphabet sudarabique est un abjad : ses graphèmes ne servent à noter que les consonnes, les voyelles n'étant pas indiquées. Il est généralement écrit de droite à gauche, mais parfois également de gauche à droite ; dans ce cas, les caractères sont retournés par rapport à la verticale.

### Graphèmes
L'alphabet sudarabique utilise un ensemble de 29 graphèmes. Leur forme ressemble à celle des lettres de l'alphabet phénicien (les deux écritures ont une origine similaire). Elles sont toutefois nettement plus géométriques.
Le tableau suivant recense les 29 graphèmes de l'alphabet, ainsi que leur correspondance dans les alphabets phénicien, guèze, hébreu et arabe, et en somali.
| Lettre | Unicode | Nom     | Transcription | Valeur | Forme         | Correspondances | Correspondances | Correspondances | Correspondances | Correspondances |
| Lettre | Unicode | Nom     | Transcription | Valeur | Forme         | Phénicien       | Guèze           | Somali          | Hébreu          | Arabe           |
| ------ | ------- | ------- | ------------- | ------ | ------------- | --------------- | --------------- | --------------- | --------------- | --------------- |
|        | 𐩠       | He      | h             | [h]    | Y             |                 | ሀ               | X               | ח               | ﺡ               |
|        | 𐩡       | Lamedh  | l             | [l]    | Verticale     |                 | ለ               | L               | ל               | ﻝ               |
|        | 𐩢       | Heth    | ḥ             | [ħ]    | Y             |                 | ሐ               | X               | ח               | ﺡ               |
|        | 𐩣       | Mem     | m             | [m]    | Diagonale     |                 | መ               | M               | מ               | ﻡ               |
|        | 𐩤       | Qoph    | q             | [q]    | Circulaire    |                 | ቀ               | Q               | ק               | ﻕ               |
|        | 𐩥       | Waw     | w             | [w]    | Circulaire    |                 | ወ               | W               | ו               | ﻭ               |
|        | 𐩦       | Shin    | s2, ś, š      | [ɬ]    | Diagonale     |                 | ሠ               | SH              | ש               | ﺵ               |
|        | 𐩧       | Resh    | r             | [r]    | Circulaire    |                 | ረ               | R               | ר               | ﺭ               |
|        | 𐩨       | Beth    | b             | [b]    | Π             |                 | በ               | B               | ב               | ﺏ               |
|        | 𐩩       | Taw     | t             | [t]    | Diagonale     |                 | ተ               | T               | ת               | ﺕ               |
|        | 𐩪       | Sat     | s1, š, s      | [s]    | Π             |                 | ሰ               | S               | ס               | ﺱ               |
|        | 𐩫       | Kaph    | k             | [k]    | Π             |                 | ከ               | K               | כ               | ﻙ               |
|        | 𐩬       | Nun     | n             | [n]    | Verticale     |                 | ነ               | N               | נ               | ﻥ               |
|        | 𐩭       | Kheth   | ḫ             | [x]    | Y             |                 | ኀ               | KH              |                 | ﺥ               |
|        | 𐩮       | Sadhe   | ṣ             | [sˤ]   | Circulaire    |                 | ጸ               | S               |                 | ص               |
|        | 𐩯       | Samekh  | s3, s, ś      | [s̪]    | Diagonale     |                 |                 |                 | צ               | ﺹ               |
|        | 𐩰       | Fe      | f             | [f]    | Diagonale     |                 | ፈ               | F               |                 | ف               |
|        | 𐩱       | Alef    | ʾ             | [ʔ]    | Π             |                 | አ               | '               | א               | ﺍ               |
|        | 𐩲       | Ayn     | ʿ             | [ʕ]    | Circulaire    |                 | ዐ               | C               | ע               | ﻉ               |
|        | 𐩳       | Dhadhe  | ḍ             | [ɬˤ]   | Rectangulaire |                 | ፀ               | D'              |                 | ض               |
|        | 𐩴       | Gimel   | g             | [ɡ]    | Verticale     |                 | ገ               | G               | ג               | ﺝ               |
|        | 𐩵       | Daleth  | d             | [d]    | Diagonale     |                 | ደ               | D               | ד               | ﺩ               |
|        | 𐩶       | Ghayn   | ġ             | [ɣ]    | Π             |                 |                 | G               |                 | غ               |
|        | 𐩷       | Teth    | ṭ             | [tˤ]   | Rectangulaire |                 | ጠ               | D               | ט               | ﻁ               |
|        | 𐩸       | Zayn    | z             | [z]    | Diagonale     |                 | ዘ               | S               | ז               | ﺯ               |
|        | 𐩹       | Dhaleth | ḏ             | [ð]    | Rectangulaire |                 |                 | DH              |                 | ذ               |
|        | 𐩻       | Thaw    | ṯ             | [θ]    | Circulaire    |                 |                 | TH              |                 | ﺙ               |
|        | 𐩺       | Yodh    | y             | [j]    | Circulaire    |                 | የ               | Y               | י               | ﻱ               |
|        | 𐩼       | Theth   | ẓ             | [θˤ]   | Circulaire    |                 |                 | TH'             |                 | ظ               |

## Histoire
L'alphabet sudarabique fut principalement employé dans les royaumes sabéen et minéen, sur la côte sud de la péninsule Arabique, à peu près à l'emplacement de l'actuel Yémen. Il servait à l'écriture des langues sudarabiques anciennes comme le sabéen, le qatabanique (en), le hadramaoutique (en), le minéen (en), le himyaritique (en) et le proto-guèze au royaume de D'mt (dans les actuelles Érythrée, Éthiopie).
On pense que l'alphabet divergea de l'alphabet protosinaïtique peut-être dès le XIVe siècle av. J.-C.. Les inscriptions les plus anciennes datent du Xe siècle au Yémen et du IXe siècle av. J.-C. à Addi Seglamen, à Hawelti Melazo, à Enda Cerkos, à Yéha... en Ethiopie et Akkele Guzay (en) en Érythrée.
L'alphabet atteint sa forme classique vers le VIe siècle av. J.-C. et son emploi perdure jusqu'au VIe siècle, y compris pour des inscriptions en vieil arabe du Nord (en) dans une variante de cet alphabet. Il est ensuite remplacé par l'Alphabet arabe. En Éthiopie et en Érythrée, il évolue pour donner l'alphasyllabaire guèze, qui sert aujourd'hui à écrire l'amharique, le tigrigna et le tigré ainsi que d'autres langues éthiosémitiques, couchitiques et nilo-sahariennes.
Outre la forme monumentale de cet alphabet ou musnad, existe une forme cursive dite zabûr, utilisée pour des inscriptions sur des bâtonnets en bois
.

## Codage informatique
L'alphabet sudarabique fut ajouté au standard Unicode en octobre 2009, avec la publication de la version 5.2. Il occupe le bloc U+10A60 à U+10A7F.
| en fr   | 0 | 1 | 2 | 3 | 4 | 5 | 6 | 7 | 8 | 9 | A | B | C | D | E | F |
| U+10A60 | 𐩠 | 𐩡 | 𐩢 | 𐩣 | 𐩤 | 𐩥 | 𐩦 | 𐩧 | 𐩨 | 𐩩 | 𐩪 | 𐩫 | 𐩬 | 𐩭 | 𐩮 | 𐩯 |
| U+10A70 | 𐩰 | 𐩱 | 𐩲 | 𐩳 | 𐩴 | 𐩵 | 𐩶 | 𐩷 | 𐩸 | 𐩹 | 𐩺 | 𐩻 | 𐩼 | 𐩽 | 𐩾 | 𐩿 |
| ------- | - | - | - | - | - | - | - | - | - | - | - | - | - | - | - | - |